# Chiesa della Madonna del Ruscello
La chiesa della Madonna del Ruscello è sita in località Ruscello nella immediata periferia di Vallerano, in provincia di Viterbo.

## Storia
La chiesa fu edificata interamente grazie al finanziamento del cardinale Odoardo Farnese, signore del Ducato di Castro, nel cui territorio era compresa Vallerano. L'architettura delle piante e dei prospetti sono attribuiti a Jacopo Barozzi da Vignola, in seguito, secondo alcune recenti fonti documentarie, sembra che il progetto iniziale fosse da attribuire a Girolamo Rainaldi.
La costruzione dell'edificio sacro fu iniziata nel 1604, sopra una preesistente cappella ove era custodita un'immagine miracolosa della Madonna, successivamente inglobata nella nuova chiesa. «Un cartiglio sulla facciata porta questa iscrizione: MDCIV Inceptum - MDCIX Absolutum». Nel 1606, ad opera dell'architetto farnesiano Ascanio Rossi, fu innalzata l'antica cappella al livello dell'edificio attuale. Intorno al 1620 fu terminata la cupola, costruita su disegno di Giovanni Maria Benazzini. L'edificio fu benedetto nel 1648 e infine consacrato il 10 dicembre 1723 dal vescovo Francesco Tenderini.
Uno degli elementi di maggior rilievo che si trovano all'interno del santuario è il grande organo costruito agli inizi del XVII secolo. Presso la chiesa della Madonna del Ruscello il compositore Paolo Agostini ebbe forse il primo incarico musicale, secondo quanto riportano varie biografie sul musicista.